# Nikolaus Eseler der Ältere

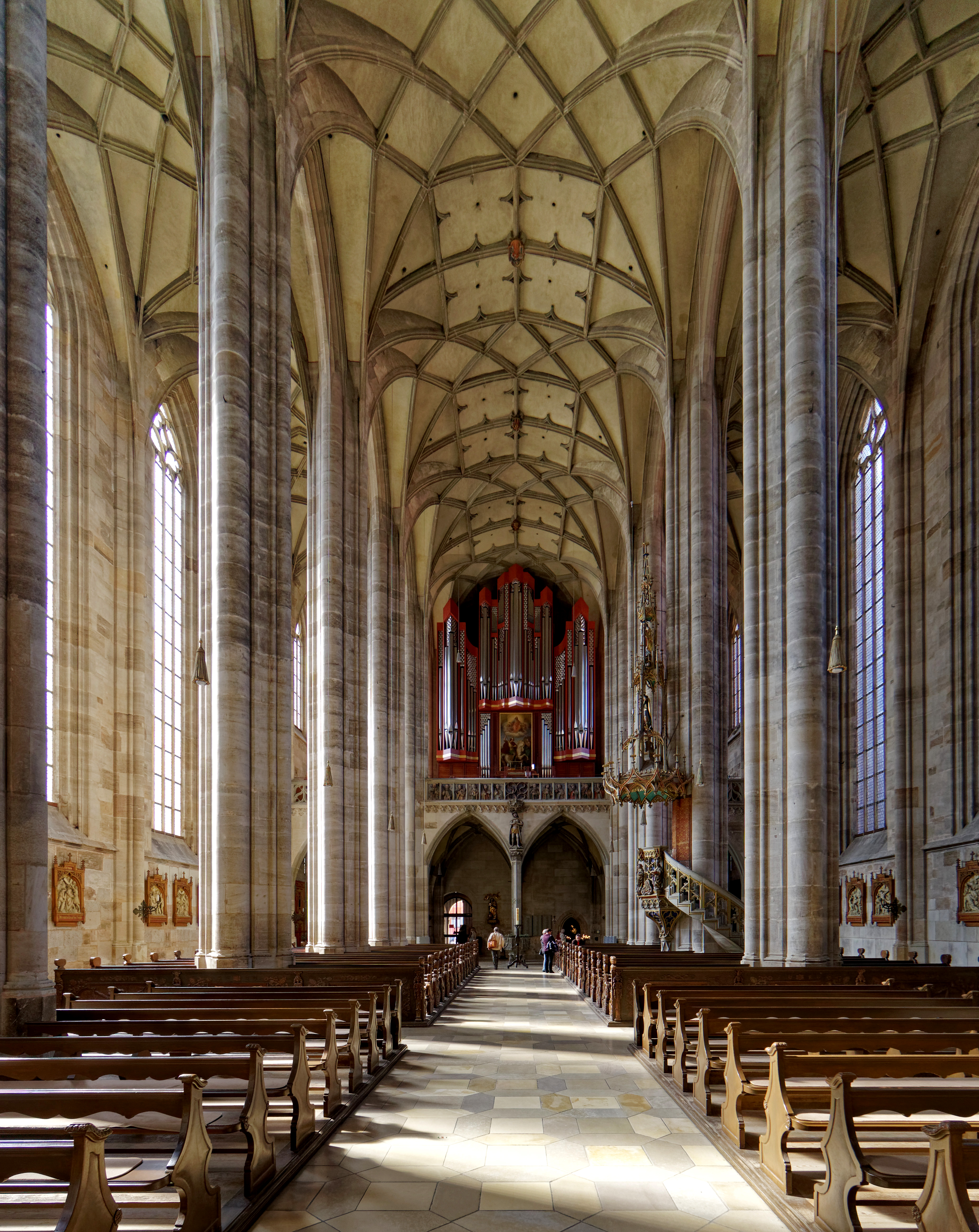
St. Georg in Dinkelsbühl wurde ab 1442 von Nikolaus Elseler begonnen und von seinem Sohn Nikolaus dem Jüngeren 1499 vollendet

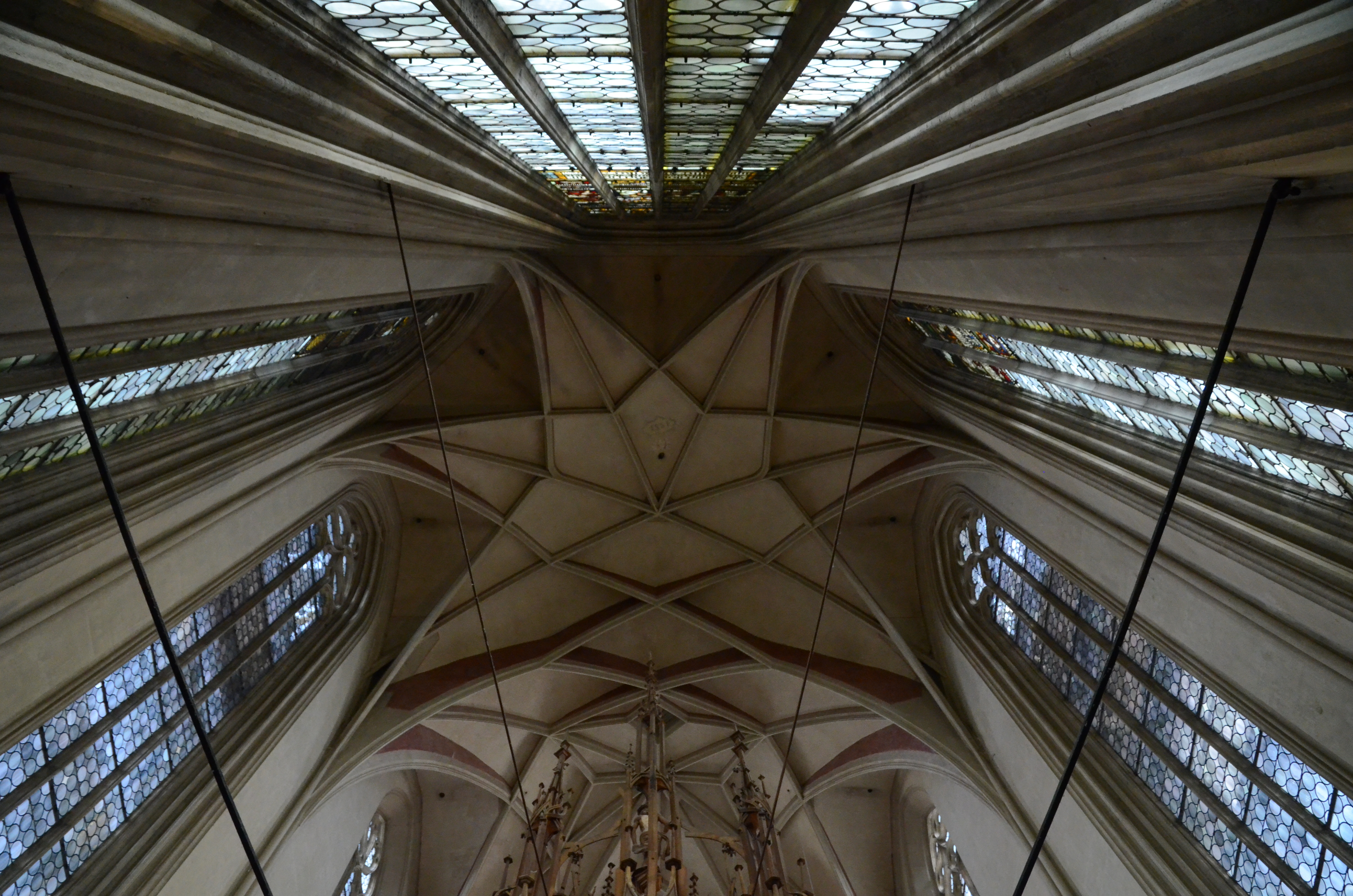
Westchor von St. Jakob in Rothenburg ob der Tauber

Nikolaus Eseler genannt der Ältere (* 1410 in Alzey; † vor Mai 1482 in Frankfurt am Main) war ein spätgotischer Baumeister aus dem süddeutschen Raum. Zu seinen Söhnen gehören Nikolaus Eseler der Jüngere und Michael Eseler, die beide als Werkmeister arbeiteten.

## Leben und Werk
Er wurde 1410 als Sohn des späteren Mainzer Dombaumeisters Peter Eseler geboren.
Die St.-Georgs-Kirche in Dinkelsbühl entstand ab 1442 nach Nikolaus Eselers Entwurf und ist das bedeutendste Zeugnis seines Schaffens. Darüber hinaus arbeitete er an einigen bedeutenden Kirchenbauten des 15. Jahrhunderts in Alzey, Kiedrich, Nördlingen, Rothenburg ob der Tauber und Schwäbisch Hall mit. In Nördlingen ist er ab 1442 an der St. Georgskirche nachgewiesen, verließ aber die Baustelle im Streit, so dass ihm dort 1461 gekündigt wurde. In Dinkelsbühl begann er 1448 die spätgotische Hallenkirche St. Georg, die sein Sohn Nikolaus Eseler der Jüngere vollendete. Zwar wird Eseler erst 1456 in einer Dinkelsbühler Stadtrechnung erwähnt, aber die Einheitlichkeit der Kirche und die exakte Planung legen nahe, dass Nikolaus Eseler d. Ä. vom ersten Entwurf bis zur Ausführung dieses Baus beteiligt war. Sein Sohn, Nikolaus Eseler der Jüngere, arbeitete in dessen Bauhütte mit und übernahm ab 1471 die Leitung des Baus der Kirche bis zu der Vollendung 1499. Im Chorumgang der Georgskirche befindet sich ein Gemälde, welches die beiden Baumeister zeigt. Die Tafel wird als Kopie angesehen, die zwei aus dem 15. Jahrhundert stammende Originalporträts, die als verloren gelten, ersetzen soll.
1453 amtierte Eseler als Baumeister an St. Jakob in Rothenburg ob der Tauber, wo er den Westchor erbaute. 
Um 1461 zog Eseler zurück nach Mainz, wo sein Vater gearbeitet hatte und wo er wahrscheinlich an der Dombauhütte ausgebildet worden war. Im Dienste der Erzbischöfe von Mainz Diether von Isenburg und Adolf von Nassau arbeitete er ab 1461 an weltlichen Bauwerken wie dem Schloss Höchst, zudem amtierte er ab 1463 als Dombaumeister am Mainzer Dom. Wegen seiner häufigen Abwesenheit – unter anderem arbeitete Eseler 1462 bis 1467 an St. Lorenz in Nürnberg sowie darüber hinaus in Rothenburg und Heidelberg –  versuchte sein Parlier Nikolaus Queck ab 1470 ihn aus seiner Stellung in Mainz zu verdrängen. Queck bemängelte unter anderem Eselers Sorgfalt beim Bau des östlichen Vierungsturms. Ende 1473 musste Eseler Mainz verlassen. 
Er ließ sich 1475 in Begleitung seines Sohnes Michael in Frankfurt am Main nieder. Nach Zülch arbeiteten die beiden unter anderem an der Liebfrauenkirche und der Weißfrauenkirche und schufen ein 1480 fertiggestelltes Sakramentshaus für den Frankfurter Dom. 1477 stellte der Rat der Stadt seinen Sohn Michael als Stadtwerkmeister an, mit der ausdrücklichen Bedingung, dass der Vater das Frankfurter Bürgerrecht unentgeltlich annehmen und für sechs Jahre hier wohnen müsse. 
Im Dezember 1481 wurde sein Sohn Michael wegen eines unbekannten Vergehens aus dem Amt entlassen. Der Rat beauftragte Eseler als seinen Vertreter, das Amt bis zur Ernennung eines Nachfolgers zu übernehmen. Am 24. März 1482 verfasste Eseler sein Testament und verstarb kurz darauf, jedenfalls vor der Ernennung von Hans Flücke zum neuen Stadtbaumeister, die im Mai 1482 erfolgte.
Eseler war zweimal verheiratet, in erster Ehe mit der vor 1466 verstorbenen Witwe Anna geb. Glauberger. Dieser Ehe entstammten sieben Kinder, darunter mindestens vier Söhne: Michael, Nikolaus der Jüngere, Hans (von Amorbach) und Richard, sowie eine Tochter. In zweiter Ehe heiratete er seine Mainzer Dienstmagd Else. Der gemeinsame Sohn Hans war bei Eselers Tod noch unmündig. Er wuchs bei seinem Stiefbruder Hans von Amorbach auf.
Als Steinmetzzeichen verwendete Eseler einen Eselskopf zusammen mit einem Steinmetzzeichen, das ein Winkelmaß darstellen könnte.